# Fintel
Fintel est une commune allemande de l'arrondissement de Rotenburg (Wümme), Land de Basse-Saxe.

## Géographie
Fintel est traversé par la Ruschwede et la Fintau. Une grande partie de son territoire se trouve dans le parc naturel d'Oberes Fintautal et celui du Finteler Wacholderlandschaft.
| Vahlde   | Königsmoor     |                |
| Scheeßel | Fintel         | Schneverdingen |
|          | Schneverdingen |                |

## Histoire
Fintel est mentionné pour la première fois en 1105 sous le nom de Wintla, ce qui signifie un terrain marécageux.
Des fouilles archéologiques ont montré une habitation dès 2000 av. J.-C.
Vers le début du XVe siècle, l'évêque de Verden consacre une chapelle de l'Ordre hospitalier de Saint-Antoine, reprenant le site d'une source miraculeuse. Elle disparaît après la Réforme.

## Personnalités liées à la commune
- Friedrich Freudenthal (1849-1929), poète.

## Source, notes et références
- (de) Cet article est partiellement ou en totalité issu de l’article de Wikipédia en allemand intitulé « Fintel » (voir la liste des auteurs).